# Championnat de France de rugby à XIII 2007-2008
Navigation
Édition précédente Édition suivante
Le Championnat de France de rugby à XIII 2007-2008 ou Élite 2007-2008 oppose pour la saison 2007-2008 les meilleures équipes françaises de rugby à XIII au nombre d'onze.

## Liste des équipes en compétition
| \| RC Albigeois AS Carcassonne RC Carpentras FC Lézignan XIII Limouxin Lyon-Villeurbanne XIII SM Pia RC Saint-Gaudens Union Treiziste Catalane Villeneuve RL \| Clubs prenant part au Championnat de France de rugby à XIII 2007-2008. |
| RC Albigeois AS Carcassonne RC Carpentras FC Lézignan XIII Limouxin Lyon-Villeurbanne XIII SM Pia RC Saint-Gaudens Union Treiziste Catalane Villeneuve RL                                                                              |

| Club                     | Dernière montée | Budget 2007-2008 | Classement en 2006-2007 | Entraîneur(s)                    |
| ------------------------ | --------------- | ---------------- | ----------------------- | -------------------------------- |
| R.C. Albigeois           | 2007            | €                | Promu                   | Emmanuel Fauvel Stéphane Revello |
| A.S. Carcassonne         | 2000            | €                | Barragiste              |                                  |
| R.C. Carpentras          | 2005            | €                | 10e                     |                                  |
| F.C. Lézignan            | 1992            | €                | finaliste               | James Wynne                      |
| XIII Limouxin            | 1995            | €                | Barragiste              | Jean-Luc Delarose                |
| Lyon-Villeurbanne XIII   | 2004            | €                | 11e                     |                                  |
| S.M. Pia                 | 1989            | €                | Champion                | Dean Bosnich                     |
| R.C. Saint-Gaudens       | 1982            | €                | Demi-finaliste          |                                  |
| Union Treiziste Catalane | 2001            | €                | Barragiste              | Bruno Castany Pascal Jampy       |
| Toulouse Olympique XIII  |                 | €                | Demi-finaliste          | Thierry Dumaine                  |
| Villeneuve R.L.          | 1934            | €                | Barragiste              |                                  |

## Déroulement de la compétition

### Classement de la saison régulière
| Rang | Club                     | J  | V  | N | D  | Pm  | Pe  | Diff | Pts |
| ---- | ------------------------ | -- | -- | - | -- | --- | --- | ---- | --- |
| 1    | F.C. Lézignan            | 20 | 18 | 0 | 2  | 829 | 366 | +463 | 56  |
| 2    | S.M. Pia                 | 20 | 16 | 0 | 4  | 659 | 344 | +315 | 52  |
| 3    | XIII Limouxin            | 20 | 12 | 0 | 8  | 561 | 408 | +153 | 44  |
| 4    | Union Treiziste Catalane | 20 | 12 | 0 | 8  | 594 | 486 | +108 | 44  |
| 5    | A.S. Carcassonne         | 20 | 14 | 0 | 6  | 578 | 343 | +235 | 42  |
| 6    | R.C. Saint-Gaudens       | 20 | 10 | 0 | 10 | 476 | 417 | +59  | 40  |
| 6    | Toulouse Olympique XIII  | 20 | 8  | 0 | 12 | 353 | 518 | -165 | 36  |
| 7    | R.C. Albigeois           | 20 | 5  | 0 | 15 | 361 | 533 | -172 | 30  |
| 8    | Lyon-Villeurbanne XIII   | 20 | 5  | 0 | 15 | 358 | 571 | -213 | 30  |
| 9    | R.C. Carpentras          | 20 | 5  | 0 | 15 | 337 | 861 | -524 | 30  |
| 10   | Villeneuve R.L.          | 20 | 5  | 0 | 15 | 309 | 568 | -259 | 24  |

|  | Qualifiés pour les demi-finales                      |
|  | Qualifiés pour les barrages d'accès aux demi-finales |

Attribution des points : victoire : 3, défaite par plus de 12 points d'écart : 0.

### Phase finale

#### 1ertour des barrages
| 15 avril 2008 | R.C. Saint-Gaudens | 40 - 10 | Toulouse Olympique XIII |  |
| 15 avril 2008 |                    |         |                         |  |
| 15 avril 2008 |                    |         |                         |  |

| 20 avril 2008 | Union Treiziste Catalane | 31 - 8 | R.C. Albigeois |  |
| 20 avril 2008 |                          |        |                |  |
| 20 avril 2008 |                          |        |                |  |

#### Phase finale
|  | Barrages 26-27 avril 2008         | Barrages 26-27 avril 2008     |                            |                            | Demi-finales 2-3 mai 2008             | Demi-finales 2-3 mai 2008             |  |  | Finale 17 mai 2008                  | Finale 17 mai 2008                  |
|  | Barrages 26-27 avril 2008         | Barrages 26-27 avril 2008     |                            |                            | Demi-finales 2-3 mai 2008             | Demi-finales 2-3 mai 2008             |  |  | Finale 17 mai 2008                  | Finale 17 mai 2008                  |
|  |                                   |                               |                            |                            |                                       |                                       |  |  |                                     |                                     |
|  | Stade de l'Aiguille, à Limoux     | Stade de l'Aiguille, à Limoux |                            |                            | Stade du Moulin, à Lézignan-Corbières | Stade du Moulin, à Lézignan-Corbières |  |  | Stade de la Méditerranée, à Béziers | Stade de la Méditerranée, à Béziers |
|  | Stade de l'Aiguille, à Limoux     | Stade de l'Aiguille, à Limoux |                            |                            | Stade du Moulin, à Lézignan-Corbières | Stade du Moulin, à Lézignan-Corbières |  |  | Stade de la Méditerranée, à Béziers | Stade de la Méditerranée, à Béziers |
|  | Stade de l'Aiguille, à Limoux     | Stade de l'Aiguille, à Limoux | F.C. Lézignan              | 25                         |                                       |                                       |  |  | Stade de la Méditerranée, à Béziers | Stade de la Méditerranée, à Béziers |
|  | XIII Limouxin                     | 34                            | F.C. Lézignan              | 25                         |                                       |                                       |  |  | Stade de la Méditerranée, à Béziers | Stade de la Méditerranée, à Béziers |
|  | XIII Limouxin                     | 34                            | XIII Limouxin              | 18                         |                                       |                                       |  |  | Stade de la Méditerranée, à Béziers | Stade de la Méditerranée, à Béziers |
|  | Union Treiziste Catalane          | 18                            | XIII Limouxin              | 18                         |                                       |                                       |  |  | Stade de la Méditerranée, à Béziers | Stade de la Méditerranée, à Béziers |
|  | Union Treiziste Catalane          | 18                            | Stade Daniel-Ambert, à Pia | Stade Daniel-Ambert, à Pia | F.C. Lézignan                         | 26                                    |  |  |                                     |                                     |
|  | Stade Albert-Domec, à Carcassonne |                               | Stade Daniel-Ambert, à Pia | Stade Daniel-Ambert, à Pia | F.C. Lézignan                         | 26                                    |  |  |                                     |                                     |
|  |                                   | S.M. Pia                      | Stade Daniel-Ambert, à Pia | Stade Daniel-Ambert, à Pia | 16                                    |                                       |  |  |                                     |                                     |
|  | A.S. Carcassonne                  | S.M. Pia                      | Stade Daniel-Ambert, à Pia | Stade Daniel-Ambert, à Pia | 16                                    | 30                                    |  |  |                                     |                                     |
|  | A.S. Carcassonne                  | S.M. Pia                      | 38                         |                            |                                       | 30                                    |  |  |                                     |                                     |
|  | R.C. Saint-Gaudens                | S.M. Pia                      | 38                         | 22                         |                                       |                                       |  |  |                                     |                                     |
|  | R.C. Saint-Gaudens                | Carcassonne                   | 26                         | 22                         |                                       |                                       |  |  |                                     |                                     |
|  |                                   | Carcassonne                   | 26                         |                            |                                       |                                       |  |  |                                     |                                     |

## Finale (18 mai 2008)
(mt : 12 - 6)
Points marqués :
- Lézignan: 4 essais de Taylor (21e et 30e), Rovira (65e) et Mazar (69e) ; 3 transformations de Wynne (21e) et Munoz (65e et 69e) ; 2 pénalités de Wynne (14e) et Munoz (78e).
- Pia : 3 essais de Piquemal (9e), Martins (47e) et Bosnich (55e) ; 1 transformations de Grésèque (47e) ; 1 pénalité de Grésèque (5e).

Homme du match : 
Évolution du score : 0-2, 0-6, 2-6, 8-6, 12-6 (mi-temps), 12-12, 12-16, 18-16, 24-16, 26-16
Arbitre : M. Mohamed Drizza
Spectateurs : 6 000
Composition des équipes :
- Lézignan : Jared Taylor - Grégory Mazard, Jye Mullane, Cédric Bringuier, Olivier Janzac - Aurélien Cologni (o)(c), James Wynne (m) - Franck Rovira, Cédric Lacans, Chris Beattie, Emmanuel Bansept, David Romero, Ali Brown - Nicolas Munoz, Philippe Laurent, Damien Aussaguel, Mickaël Tribillac - Entraîneur : James Wynne
- Pia : Craig West - Nicolas Piquemal, Paul Franze, Mohamed Djalout, Stéphane Muniesa - Maxime Grésèque (o), (m)  Luke Sant (m) - Matthew Kennedy, Franck Traversa, Sébastien Martins, Maxime Pradal, Guillaume Knecht, Dean Bosnich - Anthony Léger, Matthias Garrabé, Anthony Carrère, Patrick Cala - Entraîneur : Dean Bosnich